# Авиле, Огюстен-Шарль д’
Огюсте́н-Шарль д’Авиле́, или Шарль-Огюстен Д’Авилер, или Давилер (фр. Augustin-Charles d'Aviler, Charles-Augustin D'Aviler, Daviler; 1653, Париж — 23 июня 1701, Монпелье) — архитектор французского классицизма эпохи «большого стиля» Людовика XIV. Теоретик архитектуры. Один из главных пропагандистов «правила пяти ордеров архитектуры» по трактату Джакомо Бароцци да Виньолы.

## Биография
Огюстен-Шарль д’Авилер, французский дворянин, учился теории и практике архитектуры у Франсуа Блонделя Старшего, профессора Королевской Академии архитектуры (Académie Royale d’Architecture) и придворного архитектора короля Людовика XIV.
За успехи в Королевской академии живописи и скульптуры Д’Авиле получил стипендию для обучения во Французской академии в Риме. В 1674 году на пути в Рим вместе с нумизматом Жан-Фуа Вайяном и архитектором Антуаном Дегоде́, он попал в плен (их корабль был захвачен маврами) и пробыл в рабстве в Алжире, а затем в Тунисе восемнадцать месяцев. После счастливого освобождения проходил обучение в Риме с 1676 по 1679 год под руководством Шарля Эррара.
Чтобы приобрести реальную практику, Огюстен д’Авиле с 1684 по 1689 год был учеником архитектора Жюля Ардуэна-Мансара. В 1691 году на основе словаря Фелибьена д’Авиле опубликовал «Курс архитектуры» (Cours d’architecture…).
По возвращении из Италии д’Авиле поселился в Монпелье, там он построил Триумфальную арку (1691) Порта-дю-Пейру, а также распланировал эспланаду, напоминающую Королевскую площадь с конной статуей Людовика XIV в Париже. Кроме того руководил постройками в Каркасоне, Безье, Ниме и Тулузе. Лучшим его произведением считался тулузский архиепископский дворец.
Перегруженный работой, д’Авилер подорвал своё здоровье и преждевременно скончался в сорок восемь лет в Монпелье 23 июня 1701 года.

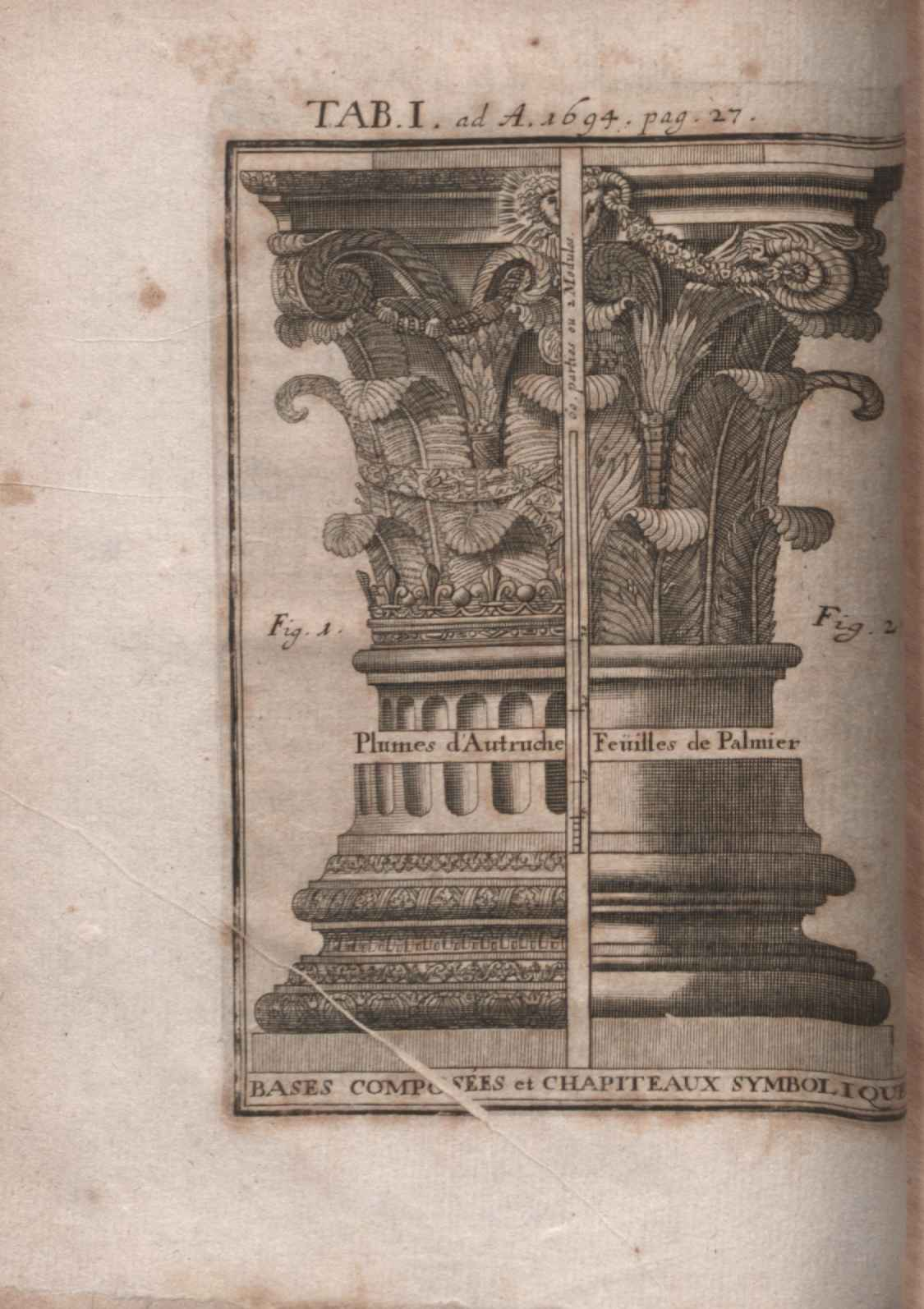
Иллюстрация «Критики Курса архитектуры» издания «Acta Eruditorum». 1694
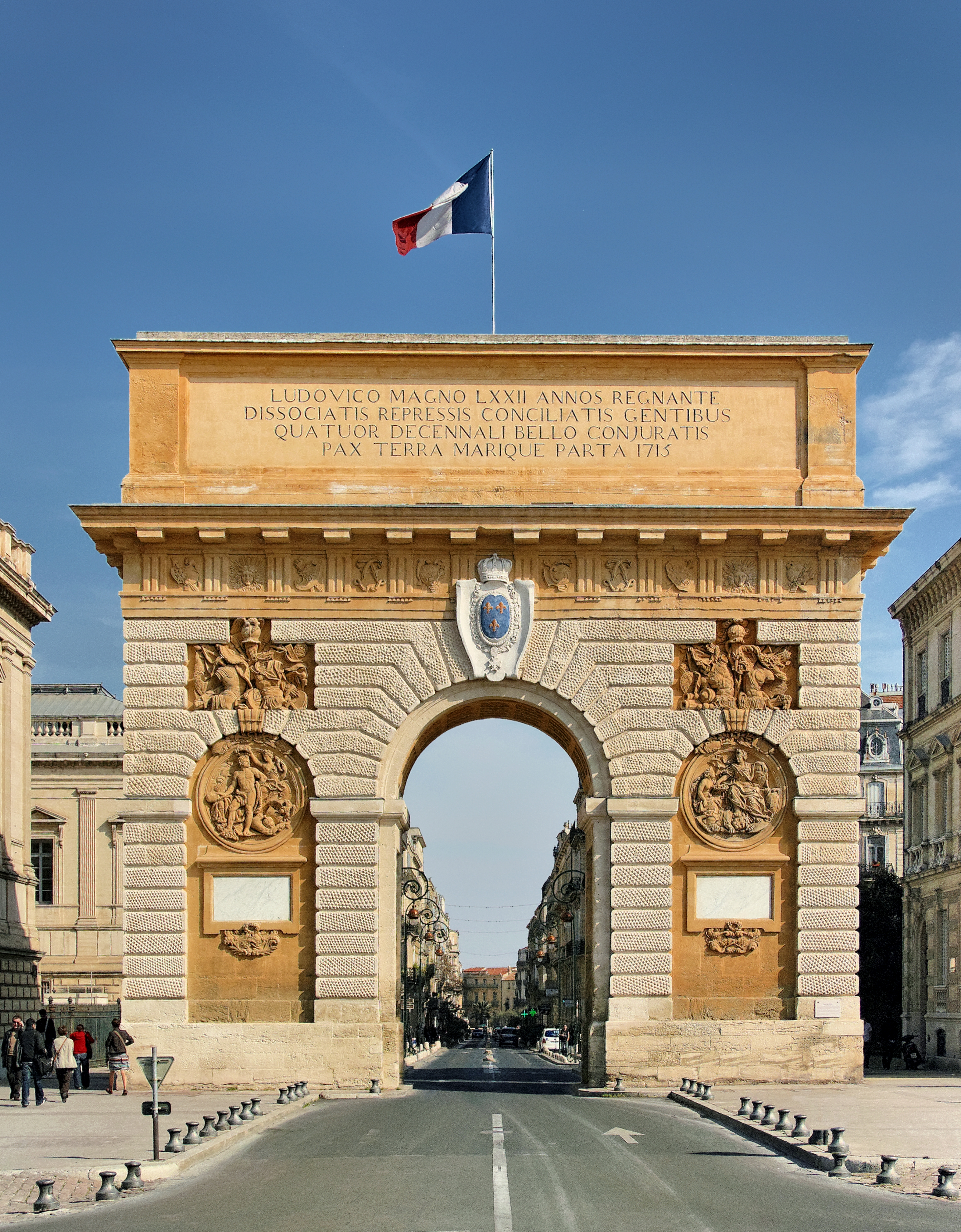
Триумфальная арка. Монпелье
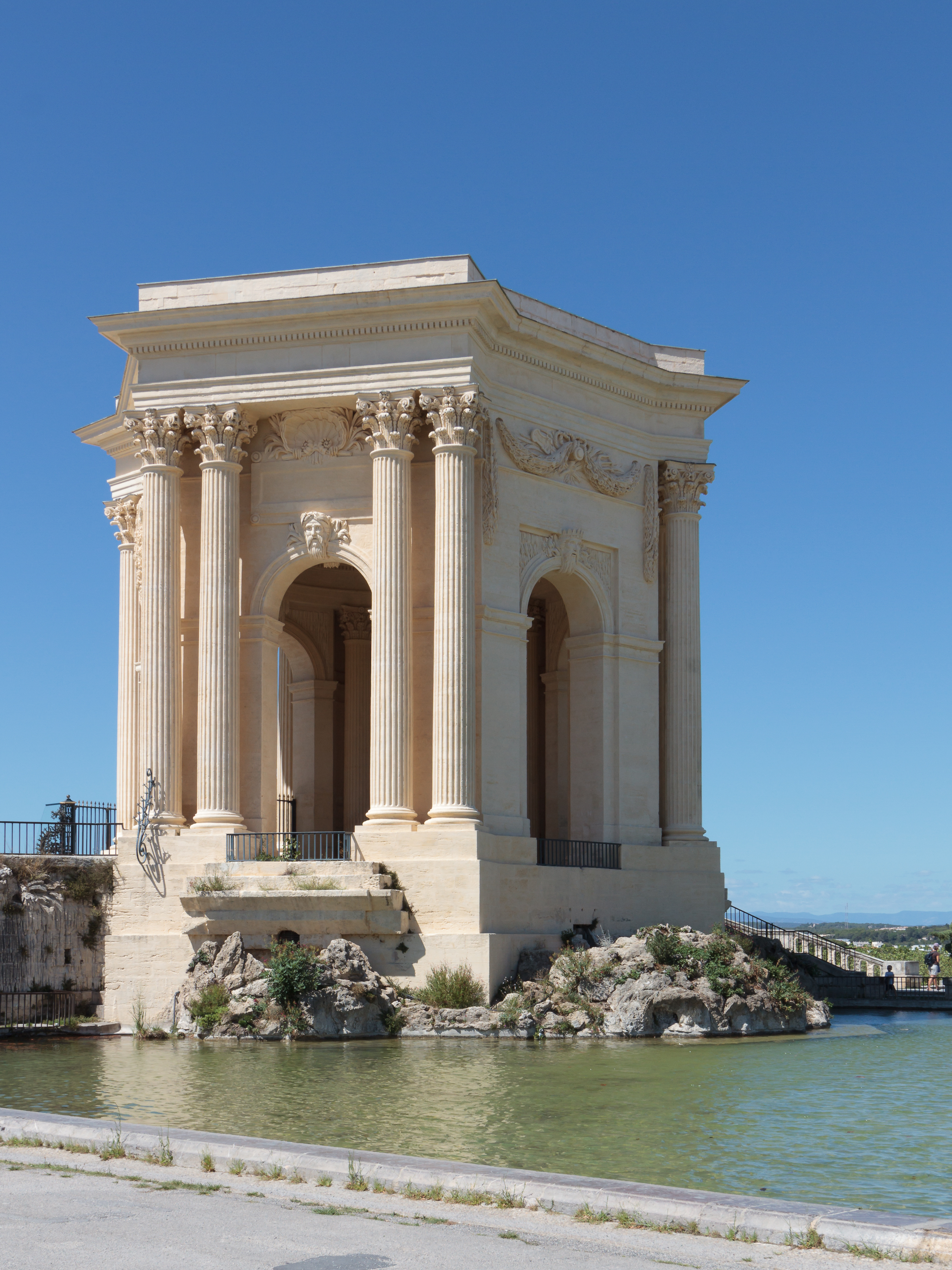
«Водный павильон» (водонапорная станция) Пейру
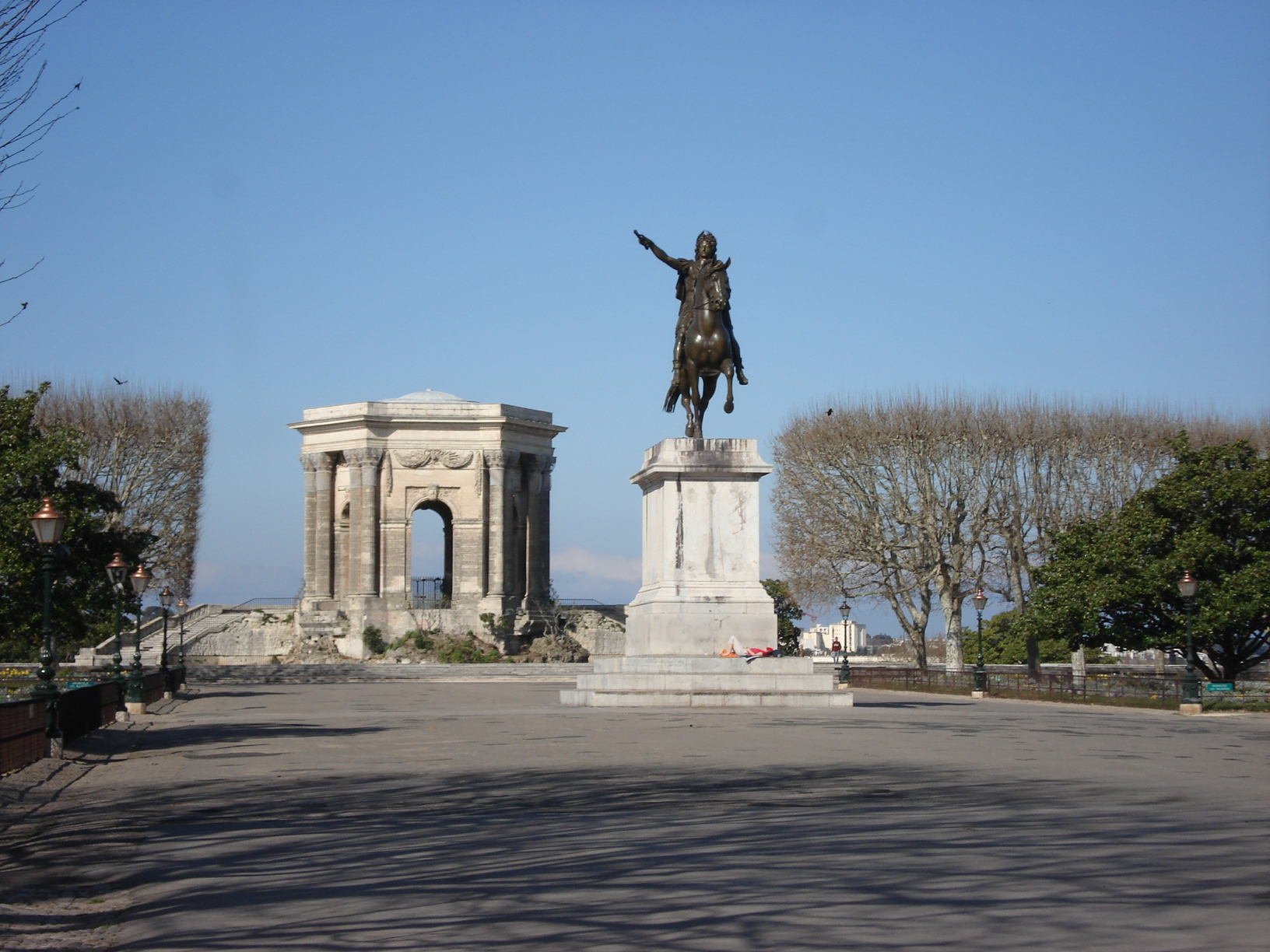
Монпелье ле Пейру. Площадь и памятник Людовику XIV
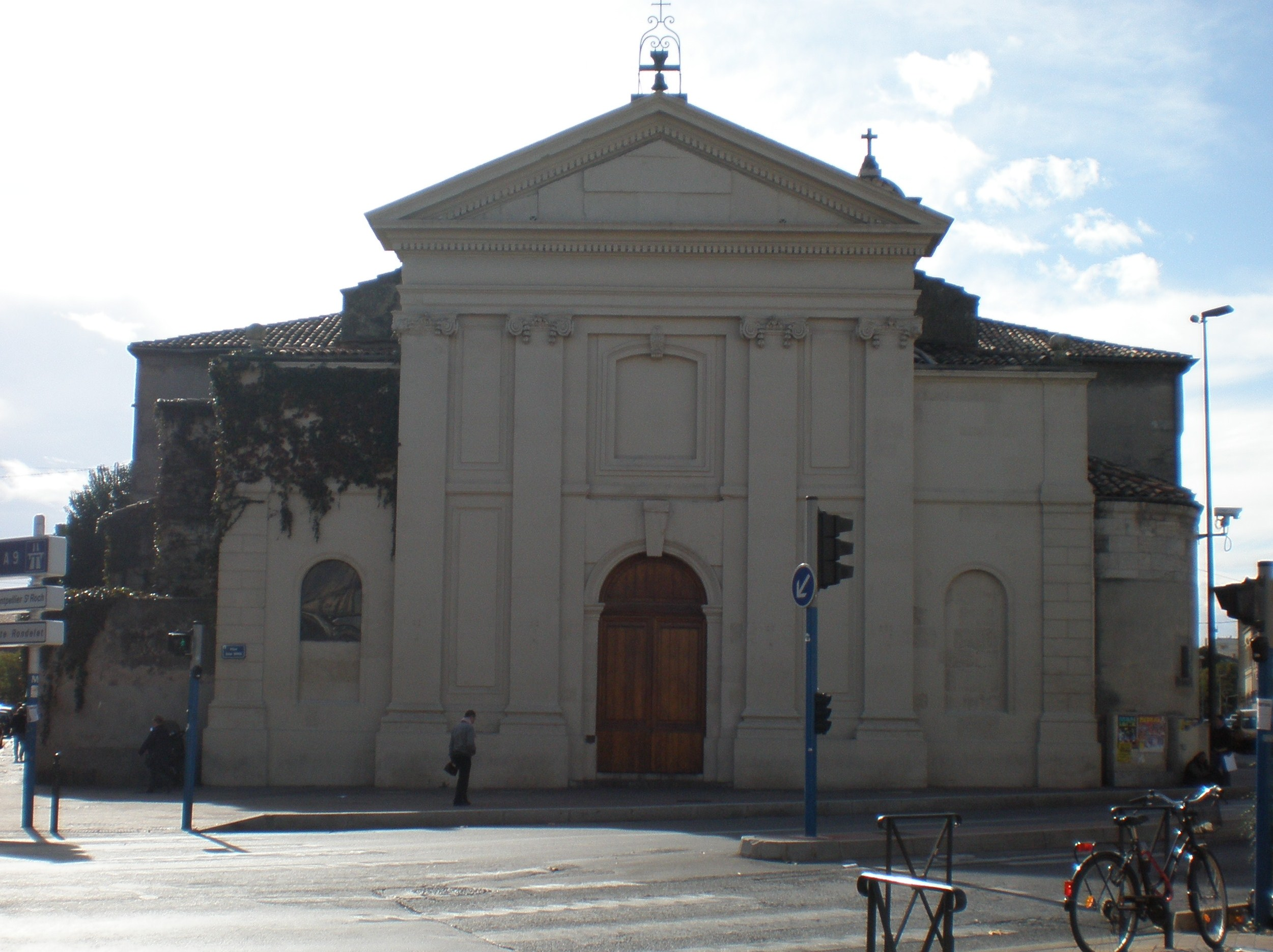
Церковь Сен-Дени. Монпелье
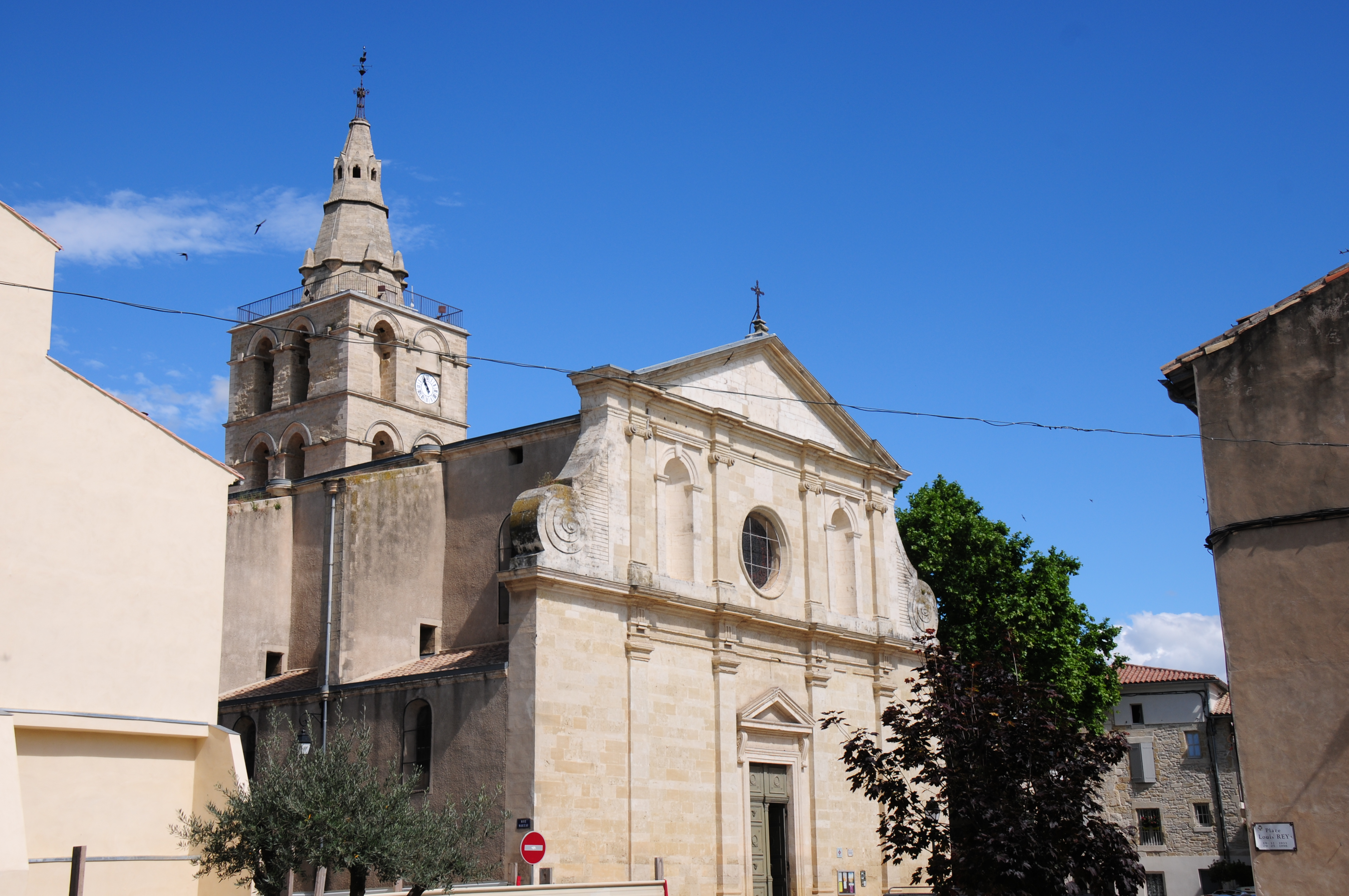
Церковь Нотр-Дам-дю-Лак в Люнеле

## Издания Огюстена-Шарля д’Авиле
- Vincenzo Scamozzi. Les cinq ordres d’architecture de Vincent Scamozzi tirez du 6e livre de son idée générale d’architecture (Пять архитектурных ордеров Винченцо Скамоцци взяты из 6-й книги его общей идеи архитектуры, Париж, Жан-Батист Куаньяр, 1685).
- Augustin-Charles d’Aviler. Cours d’architecture… (Курс архитектуры…, Париж, Николя Ланглуа, 1691)
- Augustin-Charles d’Aviler. Cours d’architecture qui comprend les ordres de Vignole (Курс архитектуры, включающий ордеры Виньолы. Т. 1. Париж, Жан Мариетт, 1710 г.).
- Augustin-Charles d’Aviler. Cours d’architecture qui comprend les ordres de Vignole (Курс архитектуры, включающий ордеры Виньолы. Т. 2. Париж, Жан Мариетт, 1710 г.).
- Augustin-Charles d’Aviler et Pierre-Jean Mariette. Cours d’architecture, Paris, Pierre-Jean Mariettе (Огюстен-Шарль д’Авиле и Пьер-Жан Мариетт. Курс архитектуры. Париж, 1750).
- Augustin-Charles d’Aviler. Dictionnaire d’architecture civile et hydraulique et des arts qui en dependent (Словарь гражданской и гидравлической архитектуры и связанных с ней искусств. Париж, Шарль-Антуан Жомбер, 1755 г.).
- Augustin-Charles d’Aviler. Cours d’architecture (Курс архитектуры, 1691).